# Os Amigos
Os Amigos foi uma banda portuguesa, vencedora do Festival RTP da Canção de 1977.

## Biografia
O grupo Os Amigos era formado pelos cantores Ana Bola, Edmundo Silva, Fernanda Piçarra, Fernando Tordo, Luisa Basto e Paulo de Carvalho.
Venceram a edição de 1977 do Festival RTP da Canção com a canção "Portugal No Coração", da autoria do poeta Ary dos Santos e do músico Fernando Tordo.
Nessa edição do Festival foram interpretadas sete canções em duas versões. A outra versão de "Portugal No Coração" foi interpretada pelos Gemini.
Os Amigos representaram Portugal no Festival da Eurovisão de 1977, em Londres.
Ainda em 1977 participaram na gravação do single "Avante Norte", de Júlia Babo.

## Discografia
- Portugal No Coração / Cantiga de Namorar (Single, TLD, 1977) TLS009
- Avante Norte / Novas Quadras (Single, TLD, 1977) TLS011

## Intervenientes
- Os Amigos trazem Portugal no coração
- Os Amigos a cantar:Ana Bola, Edmundo Silva, Fernanda Piçarra, Fernando Tordo, Luisa Basto, Paulo de Carvalho
- Os amigos na face A: Portugal no Coração (Ary dos Santos - Fernando Tordo)
- Os Amigos na face B: Cantiga de Namorar (Ary dos Santos - Paulo de Carvalho)
- Um amigo nas orquestrações: José Luis Simões
- Estúdio com os amigos: Rádio Triunfo
- Um técnico de som amigo: José Manuel Fortes
- A capa é de outro amigo de Os Amigos: António Pimentel[2]

## Curiosidades
O LP "Operários do Natal", editado em 1976 pela  "Toma Lá Disco", foi um projecto que englobou alguns dos elementos da cooperativa. No disco surgem ainda nomes como Júlio César, Ana Bola, Zé da Ponte, Fernando Falé e Maria Helena D'Eça Leal.
"Os Amigos", a canção que termina o disco, era da autoria de Fernando Tordo, Paulo de Carvalho, José Carlos Ary dos Santos, Carlos Mendes e Joaquim Pessoa.